# Monument aux oiseaux
Monument aux oiseaux est un tableau du peintre allemand Max Ernst réalisé en 1927. Cette huile sur toile surréaliste représente une créature volante constituée d'un amalgame monstrueux de plusieurs oiseaux. Achetée en 1985 avec la participation du Fonds régional d'acquisition des musées, elle est conservée au musée Cantini de Marseille, en France. Paul Éluard s'est servi de la figure centrale comme ex-libris, avec la légende « Après moi le sommeil ».